# Jacek Kieć
Jacek Kieć (ur. 6 stycznia 1949, zm. 22 sierpnia 2013) – polski agronom, specjalista w zakresie uprawy roślin, prof. dr hab. inż.
Wieloletni pracownik i profesor nadzwyczajny Katedry Agrotechniki i Ekologii Rolniczej Wydziału Rolniczo-Ekonomicznego Uniwersytetu Rolniczego im. Hugona Kołłątaja w Krakowie. Autor podręczników akademickich oraz skryptów naukowych.
Pochowany na Cmentarzu Podgórskim w Krakowie (kwatera XXXV-zach.-1).

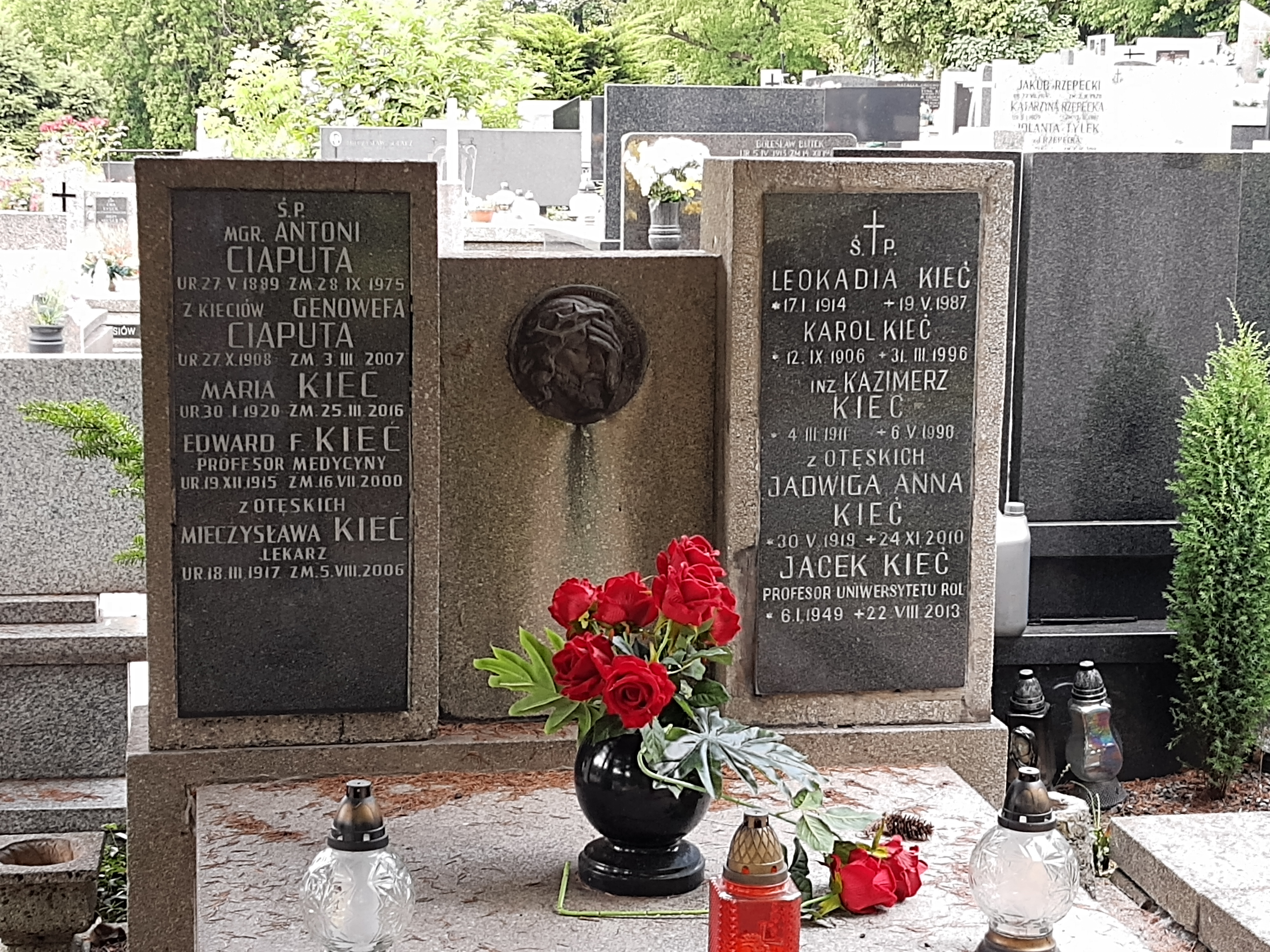
Grób prof. Jacka Kiecia na Cmentarzu Podgórskim

## Tytuły naukowe
- 1981 - doktor nauk rolniczych - praca: Wpływ orki melioracyjnej i zróżnicowanego nawożenia mineralnego na produkcję roślin w zmianowaniu norfolskim oraz niektóre właściwości gleby;
- 2000 - doktor habilitowany - praca: Zróżnicowanie morfologiczne, ekologiczne pracownikiem enzymatyczne gatunku Avena fatua pracownikiem. Występującego na polach Polski południowo-wschodniej;
- 2008 - profesor Uniwersytetu Rolniczego w Krakowie.

## Odznaczenia
- Złoty Krzyż Zasługi